# Circonscription outre-mer (îles Cook)
Inscrits : - (2006)
La circonscription outre-mer (overseas constituency) était une circonscription électorale des îles Cook, créée en 1981 à la suite de l'amendement constitutionnel no 9. Seuls les Cookiens installés à l'étranger depuis moins de trois ans pouvaient y  élire leur représentant. Jusqu'alors, tout expatrié pouvait certes participer aux élections mais à condition de se rendre au bureau de vote des îles Cook où il était inscrit, la loi électorale n'ayant pas prévu le vote par correspondance. Bien que ces "électeurs volant" (fly-in voters) devaient dans l'absolu financer eux-mêmes le coût de leur transport, c'était généralement les deux principaux partis politiques (Cook Islands Party ou Democratic party) qui prenaient en charge ces frais sur leurs fonds propres, ou comme ce fut le cas en 1978 pour le CIP, avec de l'argent public (cf. Affaire des électeurs volants). Les expatriés qui en profitaient pour passer des vacances à peu de frais au pays, votaient pour le parti qui leur avait financé le voyage. Cette réforme électorale avait donc pour objectif premier de mettre fin aux abus. 
En 2003, ce siège fut finalement aboli. La raison invoquée fut le petit nombre d'inscrits sur les listes électorales, à peine 1200, sur les quelque 80 000 ultra-marins qui vivaient alors en Nouvelle-Zélande ou en Australie. Joe Williams bien qu'étant élu sur cette circonscription, vota lui-même sa suppression.